# Краљевина Шкотска
Краљевина Шкотска (енгл. Kingdom of Scotland, шкотски: Kinrick o Scotland) била је држава на северном делу Велике Британије која је постојала од 843. до 1707. године.

## Историја
Краљевина је, према традицији, основана 843. године. Краљ Кенет Мек Аплин поразио је племена Пикта и наметнуо им се као владар. Племенски савез Пикта већ је био ослабљен нападима нордијских племена. Основана је нова, краљевина Алба, са средиштем у источној Шкотској. Дункелд је постао религијски центар краљевине. Већина становништва Албе још увек је говорила келтским језиком. До англизације је дошло освајањем Шкотске од стране Енглеза. Смрћу краља Александра III који није имао мушких наследника, наступиле су борбе и отимања за шкотски престо. Енглески краљ Едвард III желео је свога сина удати за Александрову кћер. Међутим, Маргарета је умрла приликом доласка у Шкотску. Наступила је вишедеценијска борба између краљевих присталица и Роберта Бруса, вође Шкота. Шкотски ратови за независност завршени су 1357. године миром у Бервику. Шкотска и Енглеска биле су у персоналној унији од 1603. године када је краљ Џејмс VI Шкотски постао и краљ Енглеске као Џејмс I Стјуарт. Овакво стање потрајало је до 1707. године када су се законом о Унији Шкотски парламент и Енглески парламент ујединили и формирали Парламент Велике Британије, смештен у Палати у Вестминстеру у Лондону, дому Енглеског парламента.